# Bobsleigh nos Jogos Olímpicos de Inverno de 2022 - Duplas femininas
A competição de duplas femininas do bobsleigh nos Jogos Olímpicos de Inverno de 2022 foi disputada em 18 e 19 de fevereiro no Centro Nacional de Pistas de Yanting, em Pequim.
Nas duas descidas do primeiro dia, Laura Nolte e Deborah Levi, da Alemanha, estabeleceram recordes de pista e tiveram uma vantagem de meio segundo sobre as compatriotas Mariama Jamanka e Alexandra Burghardt, que ficaram em segundo lugar em ambas as corridas. Elana Meyers Taylor e Sylvia Hoffman, dos Estados Unidos, foram terceiras em ambas as descidas, muito perto de Jamanka e Burghardt. Na terceira descidas, Nolte e Levi estabeleceram novamente o recorde da pista e, apesar de terem perdido 0,01 segundo na quarta descida para Jamanka e Burghardt, conquistaram a medalha de ouro com uma vantagem de 0,77 segundo.

## Medalhistas
| Ouro   | GER Laura Nolte / Deborah Levi            |
| Prata  | GER Mariama Jamanka / Alexandra Burghardt |
| Bronze | USA Elana Meyers Taylor / Sylvia Hoffman  |

## Resultados
As duas primeiras descidas foram disputadas em 18 de fevereiro e as duas restantes, onde foram definidas as medalhas, no dia seguinte:
| Pos.              | Bib | Atletas                               | CON                | Descida 1 | Pos. | Descida 2 | Pos. | Descida 3 | Pos. | Descida 4 | Pos. | Total   | Dif.  |
| ----------------- | --- | ------------------------------------- | ------------------ | --------- | ---- | --------- | ---- | --------- | ---- | --------- | ---- | ------- | ----- |
| Medalha de ouro   | 4   | Laura Nolte Deborah Levi              | GER Alemanha       | 1:01.04   | 1    | 1:01.01   | 1    | 1:00.70   | 1    | 1:01.21   | 2    | 4:03.96 | —     |
| Medalha de prata  | 9   | Mariama Jamanka Alexandra Burghardt   | GER Alemanha       | 1:01.10   | 2    | 1:01.45   | 2    | 1:00.98   | 2    | 1:01.20   | 1    | 4:04.73 | +0.77 |
| Medalha de bronze | 8   | Elana Meyers Taylor Sylvia Hoffman    | USA Estados Unidos | 1:01.26   | 3    | 1:01.53   | 3    | 1:01.13   | 3    | 1:01.56   | 3    | 4:05.48 | +1.52 |
| 4                 | 5   | Kim Kalicki Lisa Buckwitz             | GER Alemanha       | 1:01.61   | 6    | 1:01.78   | 5    | 1:01.30   | 4    | 1:01.59   | 5    | 4:06.28 | +2.32 |
| 5                 | 6   | Christine de Bruin Kristen Bujnowski  | CAN Canadá         | 1:01.45   | 5    | 1:01.76   | 4    | 1:01.43   | 5    | 1:01.73   | 6    | 4:06.37 | +2.41 |
| 6                 | 11  | Melanie Hasler Nadja Pasternack       | SUI Suíça          | 1:01.65   | 7    | 1:01.85   | 6    | 1:01.77   | 7    | 1:01.56   | 3    | 4:06.83 | +2.87 |
| 7                 | 7   | Kaillie Humphries Kaysha Love         | USA Estados Unidos | 1:01.41   | 4    | 1:01.97   | 9    | 1:01.75   | 6    | 1:01.91   | 8    | 4:07.04 | +3.08 |
| 8                 | 13  | Cynthia Appiah Dawn Richardson Wilson | CAN Canadá         | 1:01.75   | 8    | 1:01.89   | 7    | 1:01.95   | 10   | 1:01.93   | 9    | 4:07.52 | +3.56 |
| 9                 | 10  | Nadezhda Sergeeva Yulia Belomestnykh  | ROC                | 1:02.04   | 16   | 1:01.90   | 8    | 1:02.34   | 18   | 1:01.83   | 7    | 4:08.11 | +4.15 |
| 10                | 16  | Katrin Beierl Jennifer Onasanya       | AUT Áustria        | 1:01.91   | 13   | 1:02.12   | 12   | 1:01.89   | 9    | 1:02.32   | 16   | 4:08.24 | +4.28 |
| 11                | 1   | Huai Mingming Wang Xuan               | CHN China          | 1:01.88   | 11   | 1:02.17   | 14   | 1:02.11   | 12   | 1:02.10   | 12   | 4:08.26 | +4.30 |
| 12                | 12  | Melissa Lotholz Sara Villani          | CAN Canadá         | 1:02.12   | 18   | 1:02.09   | 10   | 1:01.85   | 8    | 1:02.31   | 15   | 4:08.37 | +4.41 |
| 13                | 3   | Margot Boch Carla Sénéchal            | FRA França         | 1:01.90   | 12   | 1:02.32   | 17   | 1:02.20   | 15   | 1:01.97   | 10   | 4:08.39 | +4.43 |
| 14                | 15  | Ying Qing Du Jiani                    | CHN China          | 1:01.92   | 14   | 1:02.19   | 15   | 1:02.29   | 17   | 1:02.09   | 11   | 4:08.49 | +4.53 |
| 15                | 20  | An Vannieuwenhuyse Sara Aerts         | BEL Bélgica        | 1:02.08   | 17   | 1:02.12   | 12   | 1:02.11   | 12   | 1:02.27   | 14   | 4:08.58 | +4.62 |
| 16                | 19  | Breeana Walker Kiara Reddingius       | AUS Austrália      | 1:01.98   | 15   | 1:02.11   | 11   | 1:02.04   | 11   | 1:02.51   | 20   | 4:08.64 | +4.68 |
| 17                | 18  | Mica McNeill Montell Douglas          | GBR Grã-Bretanha   | 1:02.19   | 19   | 1:02.35   | 18   | 1:02.17   | 14   | 1:02.14   | 13   | 4:08.85 | +4.89 |
| 18                | 14  | Andreea Grecu Katharina Wick          | ROU Romênia        | 1:01.82   | 9    | 1:02.47   | 20   | 1:02.25   | 16   | 1:02.44   | 18   | 4:08.98 | +5.02 |
| 19                | 2   | Anastasiia Makarova Elena Mamedova    | ROC                | 1:01.83   | 10   | 1:02.29   | 16   | 1:02.48   | 20   | 1:02.49   | 19   | 4:09.09 | +5.13 |
| 20                | 17  | Martina Fontanive Irina Strebel       | SUI Suíça          | 1:02.48   | 20   | 1:02.35   | 18   | 1:02.35   | 19   | 1:02.41   | 17   | 4:09.59 | +5.63 |

Legenda
| Recorde mundial      | Recorde mundial (World record)               |                       | Recorde africano                      | Recorde africano (African) |                                           | Q | Classificado por posição (Qualified) |
| Recorde olímpico     | Recorde olímpico (Olympic record)            | Recorde da América    | Recorde da América (Americas)         | q                          | Classificado por melhor tempo (Qualified) |   |                                      |
| Melhor marca do ano  | Melhor marca do ano (World leading)          | Recorde asiático      | Recorde asiático (Asian)              | DNS                        | Não largou (Did not start)                |   |                                      |
| Recorde nacional     | Recorde nacional (National record)           | Recorde europeu       | Recorde europeu (European)            | DNF                        | Não terminou (Did not finish)             |   |                                      |
| Recorde pessoal      | Recorde pessoal do atleta (Personal best)    | Recorde da Oceania    | Recorde da Oceania (Oceania)          | DSQ / DQ                   | Desclassificado (Disqualified)            |   |                                      |
| Recorde da temporada | Recorde da temporada do atleta (Season best) | Recorde sul-americano | Recorde sul-americano (South America) | NM                         | Sem marca (No mark)                       |   |                                      |